# André Gedalge
André Gedalge (ur. 27 grudnia 1856 w Paryżu, zm. 5 lutego 1926 w Chessy) – francuski kompozytor i pedagog.

## Życiorys
Studia muzyczne rozpoczął późno, dopiero w wieku 28 lat, wcześniej pracował jako księgarz. Był uczniem Ernesta Guirauda w Konserwatorium Paryskim, w 1885 roku zajął 2. miejsce w konkursie o Prix de Rome. Początkowo był asystentem Guirada, następnie Jules’a Masseneta. W 1905 roku został profesorem kontrapunktu i fugi w konserwatorium. Wprowadził nauczanie oparte na nowej podstawie, którą sformułował w Traité de la fugue. Zasłynął przede wszystkim jako pedagog, jako kompozytor ma w historii muzyki mniejsze znaczenie. Do jego uczniów należeli m.in. Jean Roger-Ducasse, Darius Milhaud, Maurice Ravel, George Enescu, Arthur Honegger, Jacques Ibert i Charles Koechlin.
Odznaczony krzyżem kawalerskim Legii Honorowej (1921).

## Twórczość
Był autorem prac Traité de la fugue (wyd. Paryż 1904), Dix livrets de solfège (wyd. Paryż 1920), L’enseignement de la musique par l’education méthodique de l’oreille (2 tomy, wyd. Paryż 1921 i 1923), Cant canons à tous les intervalles (wyd. Paryż 1921) i 60 leçons d’harmonie (wyd. Paryż 1936).
Skomponował m.in. 4 symfonie (I D-dur 1892, II c-moll 1902, III F-dur 1910, IV A-dur niedokończona), Kwartet fortepianowy (1899), Kwartet smyczkowy B-dur (1892), 2 sonaty skrzypcowe (G-dur 1897, a-moll 1900), utwory fortepianowe, ponad 50 pieśni solowych, opery Sitâ, Pris au piège, Hélène i La farce du Cadi, pantomimę Le petit Savoyard, balet Phoebé. W jego twórczości dostrzegalny jest wpływ muzyki Camille’a Saint-Saënsa i Édouarda Lalo.